# Evakuace letadla

Aktivace nouzové skluzavky

Nouzová evakuace letadla je proces, který se používá v případě nouzové situace v letadle. Ta se může uskutečnit na zemi, ve vodě nebo v průběhu letu. K dispozici jsou různé evakuační postupy a speciální evakuační zařízení. 

## Komerční letadla
Komerční letadla jsou vybavena bezpečnostními kartami, které podrobně popisující postupy evakuace. Patří mezi ně lokalizace a používání nouzových východů, skluzavek a dalších zařízení. 
Evakuace je naléhavější než „rychlý výstup“, který vyžaduje použití běžných východů letadla a ponechání zavazadel. Při incidentu na letišti v Corku v roce 2017 cestující použili nouzové dveře a skluzavky po nesprávném výkladu instrukce „rychlého výstupu“ od kapitána, jako nouzového pokynu k evakuaci.

## Vystřelovací sedadla

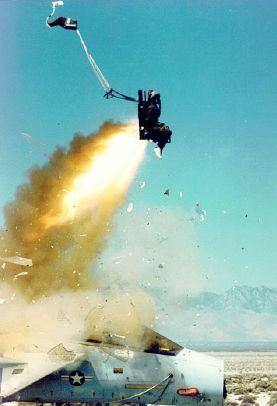
Vystřelovací sedadlo

Vystřelovací sedadlo je systém určený k záchraně pilota nebo posádky letadla (obvykle vojenského) v případě nouze. Ve většině případů je sedadlo vytlačeno z letadla výbušným nábojem nebo raketovým motorem, který nese pilota. Rovněž byl vyzkoušen koncept vyhazovatelné únikové kapsle . Jakmile se letadlo dostane z letadla, vyhazovací sedadlo nasadí padák . 

## Padáky
Padáky jsou navrženy tak, aby umožňovaly lidem opustit letadlo v polovině letu a bezpečně přistát na zemi díky pomalému sestupu. 